# سبينس باول
سبينس باول (بالإنجليزية: Spence Powell)‏ هو سياسي أسترالي، ولد في 8 أغسطس 1903 في أستراليا، وتوفي في 9 يوليو 1970 في أستراليا. حزبياً، نشط في حزب العمال الأسترالي. وقد انتخب عضو الجمعية التشريعية نيو ساوث ويلز.